# 김태규 (아나운서)
김태규(金兌圭, 1969년 9월 29일 ~ )는 대한민국의 아나운서다.

## 학력
- 한성고등학교 졸업
- 연세대학교 경제학과 학사 88학번

## 경력
- 1995년 : KBS 22기 공채 아나운서
- 2018년 4월 ~ 2021년 12월 : KBS 아나운서실 아나운서1부장
- 2021년 12월 ~ 2023년 11월: KBS 아나운서실장

## 방송 진행

### TV
- 1997년 ~ 1998년 : KBS 1TV 《KBS 낮 뉴스》
- 1998년 : KBS 1TV 《KBS 바둑왕전 제16기 시상식》
- 2000년 ~ 2002년 : KBS 1TV 《KBS 뉴스 5》
- 2002년 ~ 2003년 : KBS 1TV 《KBS 스포츠 9》주말
- 《TV는 내 친구》 (現 TV비평 시청자데스크)
- 2003년 ~ 2004년 : KBS 1TV 《KBS 뉴스 2》
- 2005년 ~ 2007년 : KBS 2TV 《KBS 뉴스 6》
- 2008년 ~ 2009년 : KBS 1TV 《KBS 뉴스네트워크》
- 2019년 ~ 2021년 : KBS 1TV 《TV비평 시청자데스크》
- 2019년 : KBS 1TV 《KBS 주말 저녁 7시 뉴스》
- 2020년 : KBS 1TV 《KBS 뉴스 7》 (2020년 11월 23일 ~ 11월 27일)
- 2025년 : KBS 1TV 《KBS 휴일 저녁 5시, 7시 뉴스》 (2025년 7월 27일)
- 2025년 ~ : KBS 1TV 《KBS 토요일 저녁 7시 뉴스》 (2025년 8월 23일 ~ )
- 가족환상곡
- 야구, 농구 중계방송

### 라디오
- KBS 1라디오 《스포츠 하이라이트》
- KBS 3라디오 《오늘의 신문 2부》
- 2006년 ~ 2009년 : KBS 3라디오 《우리는 한가족》
- 2015년 ~ 2018년 : KBS 3라디오 《내일은 푸른하늘》
- 2021년 6월 20일 ~ 2021년 9월 26일 : KBS 1라디오 《통일사용설명서》
- 2023년 ~ 현재 : KBS 3라디오 《공감 코리아, 우리는 한국인》